# PowerWash Simulator
PowerWash Simulator — симуляційна відеогра 2022 року, розроблена FuturLab і видана Square Enix Collective. Гравці беруть під свій контроль бізнес із миття і виконують різні завдання, щоб заробити гроші. 

## Ігровий процес
PowerWash Simulator — симуляційна відеогра від першої особи, де гравець керує невеликим бізнесом у Макінгемі, виконуючи роботи на різних локаціях. Гравці можуть мити різноманітний транспорт, будинки та інше, застосовуючи певні засоби для різних типів поверхонь.

## Випуск
Уперше гра була доступна у дочасному доступі на Steam 19 травня 2021 року, а повноцінний випуск відбувся 14 липня 2022 року для таких платформ, як Microsoft Windows, Xbox One та Xbox Series X/S. Надалі гра вийшла 31 січня 2023 року на Nintendo Switch, PlayStation 4 і PlayStation 5. Окрім цього, додатково вийшла версія PowerWash Simulator VR для шоломів віртуальної реальності Meta Quest 2, 3 і Pro 2 листопада 2023 року.

## Сприйняття

### Огляди
PowerWash Simulator отримала «загалом схвальні» відгуки від агрегатора відгуків Metacritic, але також «змішані або середні» відгуки для версії для Windows.